# Аккаїн
Аккаї́н (рос. Аккаин, башк. Аҡҡайын) — присілок у складі Белебеївського району Башкортостану, Росія. Входить до складу Метевбашівської сільської ради.
Населення — 149 осіб (2010; 136 в 2002).
Національний склад:
- марійці — 94 %